# Чистопольское сельское поселение (Татарстан)
Чистопольское се́льское поселе́ние — муниципальное образование в Чистопольском районе Татарстана Российской Федерации.
Административный центр — посёлок Луч.

## История
Статус и границы сельского поселения установлены Законом Республики Татарстан от 31 января 2005 года № 44-ЗРТ «Об установлении границ территорий и статусе муниципального образования "Чистопольский муниципальный район" и муниципальных образований в его составе».

## Население
| 2010  | 2011  | 2012  | 2013  | 2014  | 2015  | 2016  |
| ----- | ----- | ----- | ----- | ----- | ----- | ----- |
| 1539  | ↘1535 | ↘1520 | ↗2584 | ↘1504 | ↘1483 | ↗1487 |
| 2017  | 2018  |       |       |       |       |       |
| ↘1476 | ↘1447 |       |       |       |       |       |

## Состав сельского поселения
| № | Населённый пункт | Тип населённого пункта          | Население |
| - | ---------------- | ------------------------------- | --------- |
| 1 | Агрокультура     | посёлок                         |           |
| 2 | Белая Гора       | село                            |           |
| 3 | Луч              | посёлок, административный центр |           |
| 4 | Николаевка       | посёлок                         |           |